# Franziska Bronnen

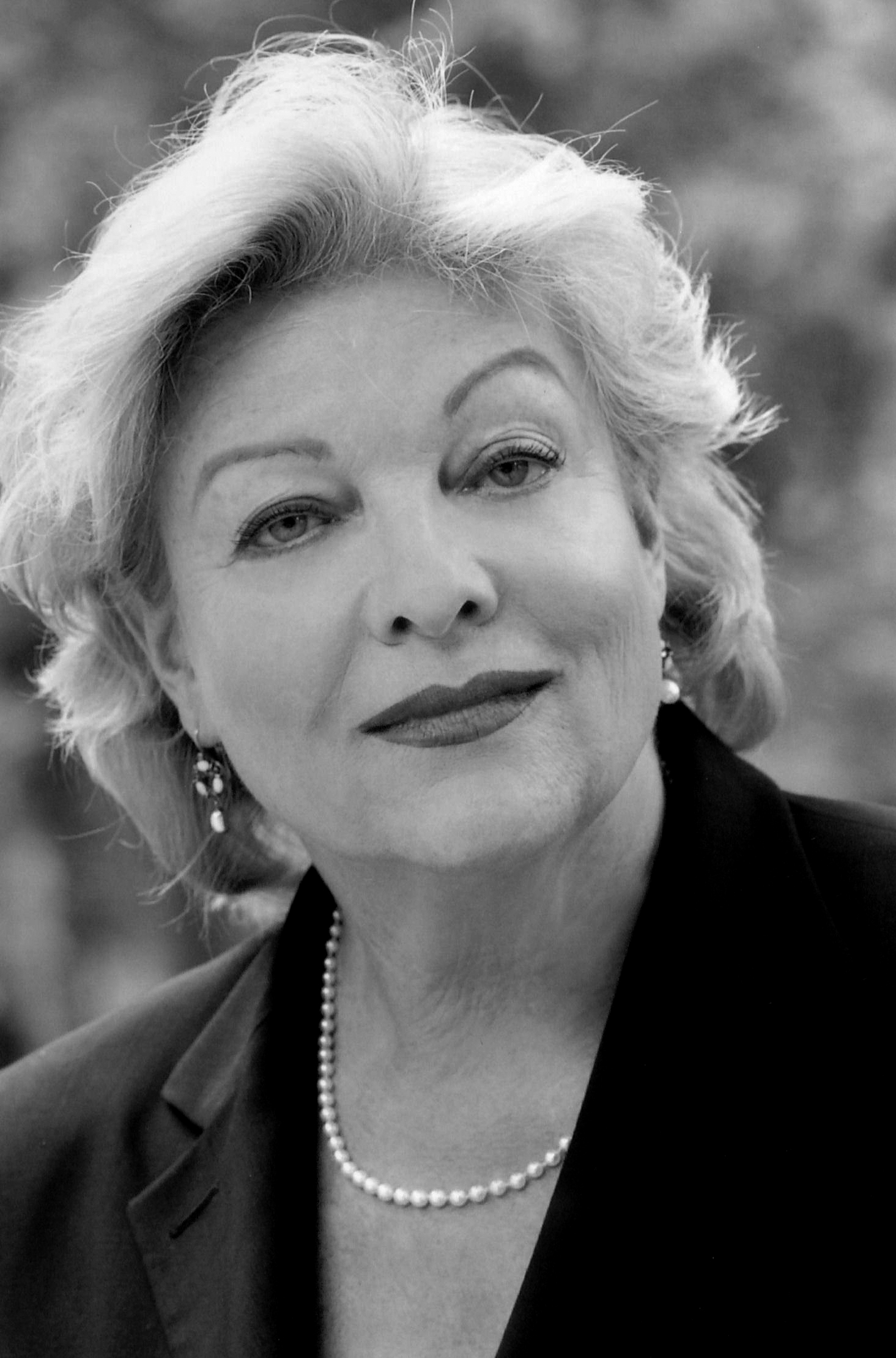
Franziska Bronnen, 2009

Franziska Bronnen (* 7. Oktober 1940 in Bamberg) ist eine deutsch-österreichische Schauspielerin.

## Leben
Franziska Bronnens Vater ist der Schriftsteller Arnolt Bronnen. Sie wuchs in Linz auf und machte dort ihr Abitur. Als Jugendliche hatte sie erste Auftritte als Schauspielerin. Sie studierte am Bruckner-Konservatorium, bevor sie in München ihre Ausbildung abschloss. Nach mehreren Theaterjahren, zunächst an der Württembergischen Landesbühne Esslingen, dann an den Städtischen Bühnen Nürnberg, begann die Fernseharbeit.
Sie spielte Hauptrollen in dem Fontane-Dreiteiler „Der Stechlin“, in der Serie „Jauche und Levkojen“, in „Erinnerung an einen Sommer in Berlin“, in mehreren „Traumschiff-Folgen“, in der „Schwarzwaldklinik“, im „Havelkaiser“, und vielen anderen Produktionen. Trotz dieser Fernsehverpflichtungen blieb sie dem Theater verbunden. Gastspiele an vielen Bühnen und Tourneen führten sie durch ganz Deutschland. (Hauptrollen u. a. in „Geschichte vom Soldaten“, „Onkel Wanja“, „Geschichten aus dem Wienerwald“, „Die geliebte Stimme“.)
Sie machte viele Hörspiele und Rundfunkaufnahmen. Ihre Stimme war in der Werbung zu hören, u. a. von Ellen Betrix, sowie von Bayern 5. Außerdem war sie Dozentin an zwei Schauspielschulen. Neben Theater und Fernsehen macht Franziska Bronnen Hörbücher und Lesungen. Dabei liegt einer ihrer Schwerpunkte auf Texten von Stefan Zweig: „24 Stunden aus dem Leben einer Frau“, „Brief einer Unbekannten“, „Die spät bezahlte Schuld“, „Angst“, „Die Welt von gestern“, u. a. Außerdem liest sie Krimi-Klassiker wie Edgar Allan Poe, Ambrose Bierce und Roald Dahl und Science-Fiction-Erzählungen von Ray Bradbury, Lyrik u. a. von Inge Müller, Gertrud Kolmar, Paul Celan, Peter Huchel, „Traumgedichte“, Erzählungen beispielsweise von Kleist über Maupassant, Herman Melville, Joseph Roth bis Irène Nemirowsky, die Erinnerungen von Emilie Schindler, A.R. Gurney’s Briefroman „Love Letters“ oder den Briefwechsel zwischen Clara Schumann und Johannes Brahms.
Seit 2012 hat sie zusammen mit dem Germanisten Lutz Götze in der Mendelssohn-Remise am Gendarmenmarkt in Berlin einen Lesezyklus über die Nachkriegsliteratur in Ost- und Westdeutschland: „So viel Anfang war nie“. Zuletzt standen Lyrik und Prosa aus dem mystischen Kulturkreis Czernowitz im Mittelpunkt ihrer Lesungen.
Bronnen ist mit dem Komponisten und Dirigenten Pierre-Dominique Ponnelle verheiratet.

## Filmografie
- 1964: Der Trojanische Krieg findet nicht statt
- 1966: Kostenpflichtig zum Tode verurteilt
- 1966: Jeanne oder Die Lerche
- 1966: Die fünfte Kolonne (Fernsehserie) – Ein Auftrag für ...
- 1967: Der Mörderclub von Brooklyn
- 1968: Die Wilde
- 1969: Kamasutra – Vollendung der Liebe
- 1970: Das Kriminalmuseum (Fernsehserie) – Wer klingelt schon zur Fernsehzeit
- 1971: Mitten in der Nacht
- 1972: Erinnerung an einen Sommer in Berlin
- 1973: Hamburg Transit – Sein letzter Drink
- 1974: Tod eines Mannequins
- 1975: Ein Fall für Männdli – Spätes Glück
- 1975: Der Stechlin (Dreiteiler)
- 1977: Sonderdezernat K1 – Der Blumenmörder
- 1978: Ausgerissen! Was nun?
- 1978: Geschichten aus der Zukunft (Fernsehserie, 1 Folge)
- 1979: St. Pauli-Landungsbrücken – Der Runner
- 1979: Jauche und Levkojen (Mehrteiler)
- 1979: Der Alte – Folge 26: Neue Sachlichkeit
- 1980: Die unsterblichen Methoden des Franz Josef Wanninger – Etwas bleibt immer hängen
- 1980: Derrick – Folge 75: Eine unheimlich starke Persönlichkeit
- 1980: Nirgendwo ist Poenichen
- 1981: Sonderdezernat K1 – Die Rache eines V-Mannes
- 1981: Die Fahrt nach Schlangenbad
- 1982: Derrick – Hausmusik
- 1982: Unheimliche Geschichten – Besuch aus dem Jenseits
- 1983: Hanna von acht bis acht
- 1983: Tiefe Wasser
- 1984: Leute wie du und ich (1 Episode)
- 1984: Berliner Weiße mit Schuß – Folge 1: Frühere Verhältnisse
- 1984: Wenn ich mich fürchte
- 1986: Das Traumschiff: Thailand
- 1986: Tatort – Automord
- 1986–1987: Die Schwarzwaldklinik (Fernsehserie)
- 1988: SOKO 5113 – Folge 78: Auf freiem Fuß
- 1988: Oh Gott, Herr Pfarrer: Folge 11: Es ist noch nicht offenbar, was wir sein werden
- 1992: Happy Holiday (Fernsehserie)
- 1997: Dr. Stefan Frank – Der Arzt, dem die Frauen vertrauen – Verzeih mir, Monika
- 1997: Dr. Stefan Frank – Der Arzt, dem die Frauen vertrauen – Der tödliche Biss
- 1997: Dr. Stefan Frank – Der Arzt, dem die Frauen vertrauen – Mit dem Herzen einer Mutter
- 1997: Dr. Stefan Frank – Der Arzt, dem die Frauen vertrauen – Licht am Horizont
- 1999: Nur ein toter Mann ist ein guter Mann
- 1998–2000: Der Havelkaiser (Fernsehserie)
- 2001: Die Manns – Ein Jahrhundertroman
- 2002: SOKO München (Fernsehserie, 1 Folge)
- 2006: Rosamunde Pilcher – Land der Sehnsucht (Fernsehfilm)